# Фрабоза-Соттана
Фрабоза-Соттана (итал. Frabosa Sottana) — коммуна в Италии, располагается в регионе Пьемонт, в провинции Кунео.
Население составляет 1534 человека (2008 г.), плотность населения составляет 41 чел./км². Занимает площадь 37 км². Почтовый индекс — 12083. Телефонный код — 0174.
Покровителем коммуны почитается святой Георгий, празднование 23 апреля.

## Демография
Динамика населения:

## Администрация коммуны
- Официальный сайт: http://www.comune.frabosa-sottana.cn.it/